# Операция «Tumbler-Snapper»
Операция «Та́мблер-Сна́ппер» (англ. Tumbler-Snapper) — седьмая серия ядерных испытаний, проведённая США в 1952 году. Это третья серия, проведённая на ядерном полигоне в Неваде. Первые четыре заряда, сброшенные с бомбардировщиков B-50, были подорваны в воздухе, с целью определения оптимальной высоты подрыва, а также для прояснения несоответствия реальной и расчётной силы взрыва. Остальные четыре заряда были взорваны на башнях в ночное время. Во время операции были задействованы 7350 солдат.

## Список ядерных взрывов операции Тамблер-Снаппер
| Испытания | Дата                | Место                                                     | Мощность | Высота      | Замечания                                               | Изображение |
| --------- | ------------------- | --------------------------------------------------------- | -------- | ----------- | ------------------------------------------------------- | ----------- |
| Able      | 1 апреля 1952 года  | Ядерный полигон в Неваде 36°47′54″ с. ш. 115°56′11″ з. д. | 1 кт     | 241 метр    | Сброшена с B-50                                         |             |
| Baker     | 15 апреля 1952 года | Ядерный полигон в Неваде 37°05′03″ с. ш. 116°01′13″ з. д. | 1 кт     | 338 метров  | Сброшена с B-50                                         |             |
| Charlie   | 22 апреля 1952 года | Ядерный полигон в Неваде 37°05′04″ с. ш. 116°01′16″ з. д. | 31 кт    | 1050 метров | Сброшена с B-50                                         |             |
| Dog       | 1 мая 1952 года     | Ядерный полигон в Неваде 37°05′03″ с. ш. 116°01′16″ з. д. | 19 кт    | 316 метров  | Сброшена с B-45                                         |             |
| Easy      | 7 мая 1952 года     | Ядерный полигон в Неваде 37°03′11″ с. ш. 116°06′23″ з. д. | 12 кт    | 91 метр     |                                                         |             |
| Fox       | 25 мая 1952 года    | Ядерный полигон в Неваде 37°05′44″ с. ш. 116°06′23″ з. д. | 11 кт    | 91 метр     | 1 450 солдат наблюдали за взрывом с расстояния в 6,4 км |             |
| George    | 1 июня 1952 года    | Ядерный полигон в Неваде 37°02′53″ с. ш. 116°01′19″ з. д. | 15 кт    | 91 метр     |                                                         |             |
| How       | 5 июня 1952 года    | Ядерный полигон в Неваде 37°08′19″ с. ш. 116°07′07″ з. д. | 14 кт    | 91 метр     |                                                         |             |

## Галерея
- Солдаты наблюдают ядерный гриб от взрыва снаряда George.
- Солдата очищают от радиоактивных пылинок.
- Видео взрыва Easy
- Снимок ядерного взрыва. Видны канатные трюки[англ.]